# وان وی اسپورت
وان وی اسپورت (انگلیسی: One Way Sport) شرکت تجهیزات ورزشی فنلاندی است، که در سال ۲۰۰۴ توسط آندریاس بنرت تأسیس شد و هم‌اکنون زیرمجموعه‌ای از شرکت فیشر اسپورت می‌باشد.